# Portage River (Ohio)
Der Portage River ist ein Zufluss des Eriesees an dessen Südufer im nordwestlichen US-Bundesstaat Ohio. Der Portage River entwässert zusammen mit seinen Nebenflüssen insgesamt 1.559 km², die im Einzugsbereich des Eriesees liegen. Der Hauptstrom entsteht bei New Rochester im Wood County durch den Zusammenfluss von Middle Branch und South Branch Portage River, fließt generell in ostnordöstlicher Richtung und mündet nach rund 100 km bei Port Clinton im Ottawa County in den Eriesee.
Der Quellfluss Middle Branch Portage River entsteht durch den Zusammenfluss von Needles Creek und Bader Creek etwa 12 km südwestlich der Ortschaft Bowling Green im Wood County (41° 15′ 9″ N, 83° 44′ 1″ W), fließt nach Nordosten und mündet bei New Rochester in den Portage River. Der zweite Quellfluss South Branch Portage River entspringt etwa 4 km südlich der Ortschaft Arcadia im Hancock County (41° 4′ 19″ N, 83° 31′ 5″ W) und fließt generell nach Norden bis zum Zusammenfluss mit dem Middle Branch.
Der Name „Portage“ stammt vermutlich von den ersten Besuchern des Flusses, die aufgrund der zahlreichen Untiefen und Stromschnellen im Flusslauf gezwungen waren, ihre Kanus und Boote häufig zu tragen. Die Mündung des Flusses hat sich mindestens zweimal in den letzten drei Jahrhunderten verändert. Karten aus dem Jahr 1754 zeigen die Mündung 30 km nordwestlich in der Nähe des heutigen Ottawa National Wildlife Refuge, während der Fluss noch früher 10 km nordöstlich beim heutigen West Harbor in den Eriesee mündete.